# とらまる人形劇ミュージアム
とらまる人形劇ミュージアム（とらまるにんぎょうげきミュージアム）は、香川県東かがわ市のとらまる公園にある東かがわ市立の人形劇をテーマとする体験型博物館。指定管理者制度に基づき、一般社団法人パペットナビゲートが管理・運営を行っている。

## 概要
2003年3月に開館した日本で最初にして唯一の人形劇をテーマとする体験型博物館(ハンズオンミュージアム)で、人形劇専門シアター「とらまる座」及び「ミニチュア児遊館」等とともに「とらまるパペットランド」を構成する。

## 展示内容
ハンズオン（体験型展示）と常設展示（見る展示）からなり、プレイスタッフと呼ばれるインストラクターが常駐して子供たちの鑑賞をサポートする。
- 巨大マリオネット
- マリオネット人形舞台
- 手づかい人形舞台
- ゼベット爺さんの人形工房
- 四国の伝統人形芝居
- テレビ人形劇の装置
- 世界の人形
- 人形1000体 - 全国の人形劇団から寄せられた約700体の人形のオブジェ
- 企画展

※主に土日は、11:40、15:00からミニパフォーマンス（約15分）の上演もある。

## 施設
- 常設展示室
- 企画展示室
- ワークショップルーム
- ミュージアムショップ
- カフェテリア

## 基本情報
- 開館時間 - 10:00～17:00
- 休館日 - 月曜日(月曜日が祝日の場合はその翌日)、年末年始、他不定休(主に火曜日)
- 所在地 - 〒769-2604 東かがわ市西村1155　とらまる公園内

## 交通アクセス
- 高松自動車道（高松エクスプレス・高徳エクスプレス） 大内バスストップ　徒歩1分
- 高徳線 三本松駅 タクシー5分、または徒歩25分